# Stephen Smale
Steven Smale hay Steve Smale, Stephen Smale (sinh ngày 15 tháng 7 năm 1930) là một nhà toán học người Mỹ sinh ra ở Flint, Michigan nổi tiếng với các công trình về tô pô, hệ động lực và toán kinh tế. Ông được trao huy chương Fields năm 1966, và đã dành hơn ba thập kỉ nghiên cứu tại khoa Toán Đại học California, Berkeley (1960–1961 và 1964–1995).

## Giáo dục và sự nghiệp
Smale sinh ở Flint, Michigan và theo học đại học Michigan năm 1948. Ông nhận bằng tiến sĩ năm 1957 dưới sự hướng dẫn của nhà toán học Raoul Bott.
Ông bắt đầu sự nghiệp làm một trợ giảng tại đại học Chicago. 
Năm 1960, ông giữ chức phó giáo sư tại đại học California, Berkely. 
Năm 1965, ông trở thành giáo sư chính thức và làm việc tại đây cho đến năm 1995, ông trở thành giáo sư của Đại học Hồng Kông.
Ông nhận giải Fields năm 1966 và giải Wolf năm 2007.

## Các xuất bản quan trọng
- S. Smale, Generalized Poincaré's conjecture in dimensions greater than four, Annals of Mathematics, 2nd Ser., 74 (1961), no. 2, 391 – 406. (via JSTOR)
- S. Smale, Differentiable dynamical systems, Bulletin of the American Mathematical Society, 73 (1967), 747 – 817. ( Lưu trữ ngày 22 tháng 1 năm 2008 tại Wayback Machine)
- F. Cucker & R Wong, The Collected Papers of Stephen Smale, ISBN 978-981-02-4307-4
- L. Blum, F. Cucker, M. Shub and S.Smale, Complexity and Real Computation, ISBN 0-387-98281-7.
- with Morris W. Hirsch: Differential Equations, Dynamical Systems, and Linear Algebra, ISBN 978-0123495501
- with Morris W. Hirsch and Robert L. Devaney: Differential Equations, Dynamical Systems, and an Introduction to Chaos, ISBN 978-0123820105

### Trang cá nhân tại các trường đại học
- Steven Smale tại đại học Hong Kong
- Stephen Smale Lưu trữ ngày 26 tháng 5 năm 2010 tại Wayback Machine tại đại học Hong Kong
- Stephen Smale tại đại học Chicago
- Steve Smale tại đại học California, Berkeley